# Kyllinga chrysanthoides
Kyllinga chrysanthoides là loài thực vật có hoa trong họ Cói. Loài này được Mtot. mô tả khoa học đầu tiên năm 1990.